# Аппалачия
Аппалачия — древний остров-континент, существовавший в позднем меловом периоде (99,6—66 млн лет назад), когда Западное внутреннее море разделяло современную Северную Америку на две части. Море впоследствии сократилось в объёмах и отступило в сторону нынешних Мексиканского и Гудзонова заливов, а Аппалачия стала частью континента Северная Америка.
На протяжении большей части позднего мелового периода южная часть Североамериканского континента была разделена на два массива суши расширением Западного внутреннего моря, образуя Ларамидию на западе и Аппалачию на востоке. Континентальное разделение имело заметные последствия для эволюции североамериканских динозавров, при этом отдельные линии развивались изолированно на каждом массиве суши. Хотя летопись окаменелостей позвоночных Аппалачии указывает на разнообразную фауну, большая часть этой летописи основана на относительно плохо сохранившихся и часто изолированных образцах по сравнению с более обширным ископаемым материалом Ларамидии. Частично это связано тем, что подавляющее большинство обнажённых осадочных пород Аппалачии представляют собой морские отложения, а сохранившиеся окаменелости наземных таксонов часто фрагментарны. 
Знания о мезозойской наземной фауне восточной части Северной Америки постоянно растут. Из изолированных ископаемых остатков учёные смогли собрать воедино разнообразную фауну динозавров Аппалачии, представленную гадрозавроидами, цератопсидами и тероподами.